# Upton St Leonards
Upton St Leonards est une paroisse civile et un village du Gloucestershire, en Angleterre.